# Kurtamisi járás

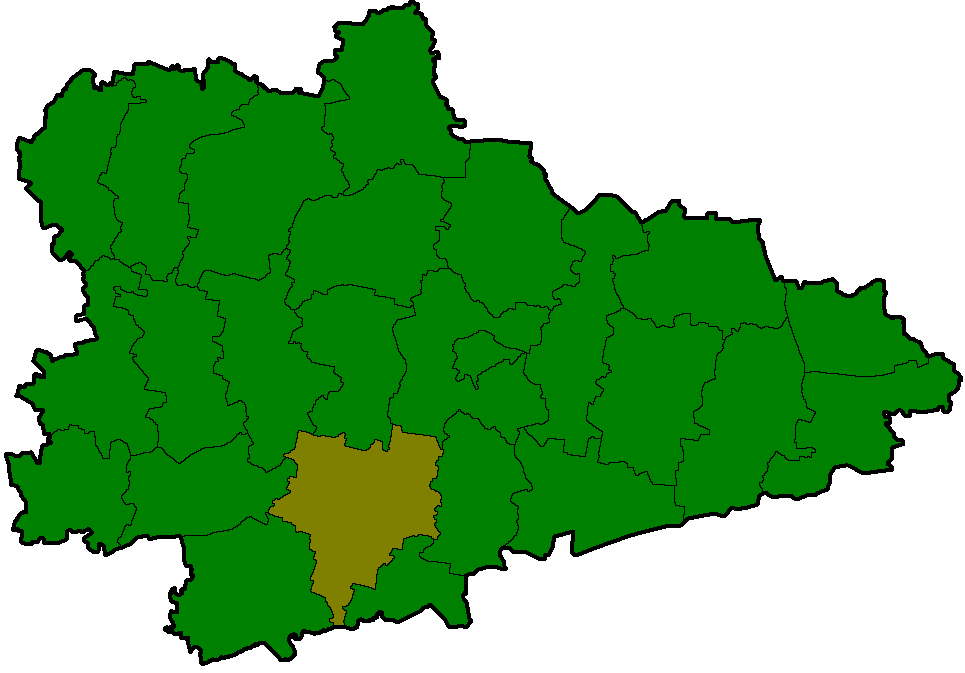
A Kurtamisi járás a Kurgani területen

A Kurtamisi járás (oroszul Куртамышский район) Oroszország egyik járása a Kurgani területen. Székhelye Kurtamis.

## Népesség
- 1989-ben 46 820 lakosa volt.
- 2002-ben 38 176 lakosa volt.
- 2010-ben 32 155 lakosa volt, melyből 30 527 orosz, 821 kazah, 188 ukrán, 113 tatár, 50 német, 46 azeri, 43 fehérorosz, 42 moldáv, 31 baskír, 26 udmurt, 24 örmény, 22 mordvin, 19 kirgiz, 13 csuvas, 12 koreai, 10 komi stb.